# Ramon Negre i Pou
Ramon Negre i Pou (Mollet del Vallès, Vallès Oriental, 24 de juny de 1906 — Mollet del Vallès, Vallès Oriental, 1986) fou un vaquer, floricultor i comerciant de plantes català. Va ser nomenat alcalde de Mollet del Vallès des del 18 d'octubre de 1943 fins al 28 de juny de 1952.

## Biografia
Va néixer a Mollet del Vallès el 24 de juny de 1906, fill d'una família nombrosa on el seu pare era sometent de la vila. Va especialitzar-se en el comerç de plantes i grans i, com a floricultor professional, va assessorar en la tria de plantes pels diferents carrers del municipi.
Fou membre de la Lliga Catalana durant la Segona República Espanyola, i després dels Fets d'Octubre de 1934, membre de les comissions gestores de Mollet del Vallès i regidor de l'ajuntament l'any 1935. Després de la Guerra Civil espanyola, forma part del govern municipal de Pere Careta i Sans, com a dipositari municipal i president de la Comissió de Cultura. Va ser nomenat alcalde de Mollet del Vallès el 18 octubre de 1943 pel Governador Civil de Barcelona, Antonio Correa Véglisson, tot i la seva oposició.
Durant el seu mandat municipal, va ser suprimida la Societat Renaixement, entitat cultural que servia de punt de trobada de la jovent de l'època on s'hi feia ball i tertúlia, així com la seva biblioteca. També va ser prohibit els balls de Gitanes fins al 1952. Per altra banda, van inaugurar-se diversos equipaments de la ciutat: el Centre Parroquial, el Cinema Avenida, la Biblioteca del Centre Parroquial, la pista de balla Rosaleda, la Biblioteca del Frente de Juventudes, el Mercat Municipal, la pista de bàsquet, un cinema sonor al Centre Parroquial, entre d'altres. L'any 1951 va inaugurar-se un nou local de la Creu Roja i el monument a les víctimes del bàndol franquista.
Fou rellevat del càrrec el 28 de juny de 1952 però seguí vinculat a la política local com a regidor (1955-1957) i després com a primer tinent d'alcalde (1957-1960). També fou designat representant de l'Ajuntament a la Junta de Libertad Vigilada l'any 1958
Va morir a Mollet del Vallès el 1986.